# Hylaeus eurygnathus
Hylaeus eurygnathus är en biart som beskrevs av Roy R. Snelling 1980. Hylaeus eurygnathus ingår i släktet citronbin, och familjen korttungebin. Inga underarter finns listade i Catalogue of Life.